# Со Геррера
Со Геррера (англ. Saw Gerrera) — вымышленный персонаж франшизы «Звёздные войны». Первоначально он был представлен как второстепенный персонаж в мультсериале «Войны клонов», где его озвучил Эндрю Кисино. Впоследствии в фильме «Изгой-один. Звёздные войны: Истории» его роль исполнил Форест Уитакер, который потом озвучил персонажа в мультсериале «Звёздные войны: Повстанцы» и видеоигре Star Wars Jedi: Fallen Order, и он также вновь сыграл персонажа в телесериале «Андор». Со также появляется в спин-оффе «Войн клонов» под названием «Звёздные войны: Бракованная партия», где Кисино вновь вернулся к своей роли.
В «Войнах клонов» он является братом лидера Ондеронских повстанцев, Стилы Герреры, вместе с которой он помогает освободить Ондерон от Конфедерации независимых систем, и его наставниками в военных действиях являются Оби-Ван Кеноби, Энакин Скайуокер и падаван Асока Тано, а также солдат-клон капитан Рекс. В «Изгое-один» Со является приёмным родителем и наставником Джин Эрсо в боевых действиях, а также лидером Партизан, анархистской повстанческой ячейки, не связанной с Повстанческим альянсом из-за жестокой военной тактики Со, чьи миссии рассматриваются в некоторых эпизодах «Повстанцев» и других работах по «Звёздным войнам».

## Концепция и создание
Хотя Со появился в анимированном виде в «Войнах клонов», изначально так не было задумано. Появившись в «The Star Wars Show», Пабло Идальго из сюжетной группы Lucasfilm рассказал о происхождении персонажа: «Его задумывали ещё до этого. Джордж Лукас планировал, чтобы он появился в его собственном игровом телесериале, который находился на стадии разработки, чего в итоге не произошло, но он нашёл место, где можно включить Со в историю в „Войнах клонов“».
Главный режиссёр «Войн клонов» Дэйв Филони заявил: «Мы хотели, чтобы на Ондероне был дуэт брата и сестры, и персонаж Со был персонажем, которого Джордж уже создал, и он просто хотел привлечь и рассказать немного больше об этом персонаже. Итак, в ходе этого мы создали Стилу [на роль сестры Со], которая стала бы естественной противоположностью Асоки».
Эндрю Кисино, который озвучил Со в «Войнах клонов», сказал, что в персонаже «даже в некотором роде воплощён этот дерзкий дух Восстания. Человек, который не потерпит ерунды. Он стойкий, сильный и дерзкий. Он „тот самый“ парень, и это своего рода сила, закалённая спокойным, уравновешенным мышлением Стилы, то есть противостоять чему-то, что в конечном счёте станет Империей, абсолютно критически важна и необходима».
Имя Со Герреры — это «мнемонический рифф», посвященный аргентинскому революционеру Че Геваре. Геррера также является гетерографом испанского слова «guerrera», означающего «женщина-воин», что описывает Стилу.
«Entertainment Weekly» раскрыло появление персонажа в фильме «Изгой-один» 22 июня 2016 года. Режиссёр фильма Гарет Эдвардс хотел, чтобы персонаж продемонстрировал более «воинственную» и «экстремальную» сторону восстания. Сопродюсер Кири Харт предложила использовать в этой роли Герреру, который уже был известным персонажем. Геррера выглядит значительно старше в «Изгое-один», чем в «Войнах клонов», несмотря на то, что разница сюжетов двух проектов составляет всего двадцать лет.

## Появления

### Кино и телевидение

#### «Звёздные войны: Войны клонов»
Со Геррера (голос — Эндрю Кисино) впервые появился в пятом сезоне «Звёздных войн: Войны клонов», во время сюжета про Ондерон, состоящего из эпизодов «Война на два фронта», «Кандидаты», «Мягкая война» и «Переломный момент». Персонаж появляется во всех эпизодах сюжета вместе со своей сестрой Стилой Геррерой, лидером Ондеронских повстанцев. Рыцари-джедаи Оби-Ван Кеноби и Энакин Скайуокер (и его падаван Асока Тано) вместе с солдатом-клоном капитаном Рексом тайно обучают Со и других членов движения сопротивления военным действиям, но отказываются ввязываться в конфликт и оставляют Асоку руководить операцией с инструкциями не участвовать в битве за них.
Со пытается спасти свергнутого короля Рамсиса Дендапа от казни, но его схватывают и подвергают пыткам. Однако он играет ключевую роль в восстании на Ондероне, убеждая Дендапа и генерала гвардии Тандина в том, что повстанцы сражаются из верности своему законному суверену. В конце концов, Со и Стила приводят Ондеронское сопротивление к победе над Конфедерацией независимых систем, хотя и пришлось заплатить за это высокую цену, когда Стила погибает, спасая короля. Дэйв Филони вместе со сценаристами решил, что сюжетная линия должна закончиться смертью Стилы, потому что, по его словам, он хотел показать, что «за их свободу должна была быть заплачена цена».

#### «Звёздные войны: Повстанцы»
Со упоминается в эпизоде второго сезона «Звёздных войн: Повстанцы» под названием «Почтенные»; он является фактором презрения агента Каллуса к тактике восстания против Империи и одной из причин, по которой он участвовал в геноциде расы ласатов, к которой относится член экипажа «Призрака» Гаразеб «Зеба» Оррелиос.
Со появляется в третьем сезоне в двухсерийном эпизоде «Призраки Джеонозиса», где Форест Уитакер вернулся из «Изгоя-один», чтобы озвучить его. Учитывая ошибку в непрерывности из-за того, что у Со цвет глаз в «Изгое-один» отличался по сравнению с «Войнами клонов», то была использована смесь этих двух факторов, чтобы подразумевать, что цвет глаз Герреры меняется с возрастом.
В этом эпизоде Повстанцы теряют контакт с Со и его отрядом, расследующими Джеонозис, и решают отправить команду «Призрака» спасти его. Со спасает рыцаря-джедая Кэнана Джарруса, его падавана Эзру Бриджера и капитана Рекса от группы боевых дроидов. Он рассказывает им о работающем генераторе защитного экрана, который он нашёл, что приводит его к выводу, что джеонозиец всё ещё жив. Со убеждает их, что им нужно найти джеонозийца, поскольку он мог бы рассказать им, почему Империя практически уничтожила его расу. Они обнаруживают джеонозийца, которому Эзра даёт имя «Клик-Клак». Со агрессивно допрашивает Клик-Клака и заставляет его привести их к источнику считывания энергии, надев на него наручники. Они добираются до его дома, который Геррера обыскивает, подозревая, что он что-то скрывает. Повстанцы узнают, что Клик-Клак защищал яйцо своей расы, и они отводят его к «Призраку» для допроса. Со прибегает к пыткам электрическим током и даже угрожает уничтожить яйцо. Однако, обнаружив больше свидетельств геноцида джеонозийцев от рук Империи, Со передумывает и позволяет Клик-Клаку вернуться в своё логово, дав ему шанс восстановить популяцию Джеонозиса.
Со вновь появляется в двухсерийном эпизоде четвёртого сезона под названием «Во имя Восстания», действие которого разворачивается незадолго до событий «Изгоя-один». Он передаёт информацию о новой имперской ретрансляционной станции Повстанческому альянсу и осуждает их нежелание делать всё возможное для победы, обвиняя это как причину их поражений. Позже он спасает Эзру и Сабин Врен во время их миссии, чтобы помочь ему узнать о супероружии Империи, которое он исследовал со времени своей миссии на Джеонозисе. Они поднимаются на борт имперского грузового судна, где находят гигантский кайбер-кристалл, который отправляет Империя. Эзра и Сабин пытаются вывести корабль из гиперпространства из-за беспокойства за заключённых на борту, но Со, в отчаянии узнать о планах Империи, оглушает их. Хотя он и узнаёт, что кайбер-кристаллы приводят оружие в действие, Со заходит в тупик. Чтобы помешать Империи заполучить кристалл, он заставляет его поглощать энергию до тех пор, пока он не взорвется. Прежде чем сбежать, Со предлагает Эзре присоединиться к нему. Эзра решает остаться в альянсе.

#### «Изгой-один. Звёздные войны: Истории»
Со вновь появляется в фильме «Изгой-один. Звёздные войны: Истории» в исполнении Фореста Уитакера. В фильме Геррера возглавляет Партизан, экстремистскую повстанческую группировку, не связанную с Повстанческим альянсом, на планете Джеда. Он играет на частой теме двойственности между светом и тьмой, повстанческая противоположность Дарта Вейдера, чьё тело в основном механизировано и который использует экстремальные методы в достижении своих целей.
Он является наставником Джин Эрсо, которую он спас и усыновил в детстве, когда её отец Гален был похищен Орсоном Кренником, имперским военным директором по исследованиям оружия. В настоящее время имперский пилот-дезертир Бодхи Рук отправляется на Джеду, чтобы передать Со голографическое послание от Галена. Полагая, что это обман, Геррера пытает его с помощью Бор-Галлита, существа, способного читать мысли, похожего на осьминога, и держит Рука в плену. Геррера воссоединяется с Джин на Джеде, где выясняется, что он бросил её много лет назад, поскольку для него было опасно держать её рядом, хотя позже он сожалеет об этом. Он передаёт сообщение Галена и смотрит его вместе с Джин, узнавая о слабом месте в «Звезде Смерти». Тем временем «Звезда Смерти» обстреливает город Джеда; в то время как Джин и её компаньоны-повстанцы убегают, Геррера решает остаться и погибает, когда его убежище уничтожается в результате взрыва. Позже Кренник хвастается Галену, что Геррера и его банда фанатиков мертвы.

#### «Звёздные войны: Бракованная партия»
Со появляется в премьерном эпизоде спин-оффа «Войн клонов», «Звёздные войны: Бракованная партия», где Эндрю Кисино вернулся, чтобы озвучить персонажа. Показано, что он возглавляет банду ондеронских беженцев из Империи, когда адмирал Таркин отправляет Бракованную партию уничтожить их как «повстанцев», чтобы проверить их лояльность. Осознав правду, стоящую за этой миссией, Бракованная партия позволяет Геррере и его людям мирно уйти. Он вновь появляется в 15-м эпизоде второго сезона под названием «Саммит», и он планирует взорвать особо охраняемое место встречи Таркина и его сообщников.

#### «Андор»
Уитакер вновь вернулся к своей роли Со в сериале-приквеле и спин-оффе «Изгоя-один» под названием «Андор», действие которого происходит за пять лет до событий «Изгоя-один».

### Романы
Со появляется в новеллизации фильма «Изгой-один» от Александра Фрида. Со Геррера появляется вместе с семилетней Джин Эрсо в новеллизации фильма «Хан Соло. Звёздные войны: Истории», где благодаря его краткому появлению выясняется, что Энфис Нест крала топливо для Со.

#### «Звёздные войны: Голос крови»
Персонаж упоминается в романе «Звёздные войны: Голос крови», действие которого разворачивается за шесть лет до событий фильма «Звёздные войны: Пробуждение силы», где отмечается, что его методы борьбы с Империей рассматриваются как «экстремальные».

#### «Катализатор. Изгой-один: Предыстория»
Геррера появляется в романе «Катализатор. Изгой-один: Предыстория», в котором подробно рассказывается о том, как он познакомился с Галеном, Лирой и Джин Эрсо.

#### «Путь повстанца»
Геррера появляется в романе Бет Ревис «Путь повстанца». Сюжетная линия романа разворачивается между романом «Катализатор. Изгой-один: Предыстория» и началом фильма «Изгой-один».

### Видеоигры

#### Star Wars Jedi: Fallen Order
Геррера появляется в Star Wars Jedi: Fallen Order, где его вновь озвучивает Форест Уитакер. Несмотря на то, что действие игры происходит всего через пять лет после «Войн клонов» и «Бракованной партии», Геррера выглядит значительно старше и очень похож на себя из «Звёздных войн: Повстанцы». Его впервые можно увидеть на Кашиийке вместе со своими Партизанами, пытающимися освободить вуки от Имперской оккупации. Во время своих поисков вождя вуки Тарффула, Кэл Кестис встречает Герреру и его людей, которые просят его помочь освободить вуки в обмен на выслеживание Тарффула. Люди Герреры в конце концов находят Тарффула, но терпят поражение от Имперских войск и отступают. К тому времени, когда Кэл возвращается на Кашиийк, чтобы встретиться с Тарффулом, Геррера уже покинул планету, хотя некоторые из его сторонников остались, чтобы продолжать помогать вуки.